# Rás Tailteann
La Rás Tailteann (anomenada FBD Insurance Rás fins al 2010 i An Post Rás fins al 2017) és una cursa ciclista per etapes irlandesa creada el 1953. Des d'aleshores s'ha disputat de manera ininterrompuda i des del 2005 forma part de l'UCI Europa Tour, amb una categoria 2.2.
Sé O'Hanlon, amb quatre victòries, és el ciclista que més vegades l'ha guanyat.

## Palmarès
| Any  | Vencedor               | Segon               | Tercer              |
| ---- | ---------------------- | ------------------- | ------------------- |
| 1953 | Colm Christle          | Pat Kenna           | Kerry Sloan         |
| 1954 | Joe O'Brien            | Cecil O'Reilly      | Mick Palmer         |
| 1955 | Gene Mangan            | Frank Ward          | Mick Palmer         |
| 1956 | Paudie Fitzgerald      | J. Keane            | Pat O'Meara         |
| 1957 | Frank Ward             | Gerry Keogh         | Ben McKenna         |
| 1958 | Mick Murphy            | Ben McKenna         | Cathal O'Reilly     |
| 1959 | Ben McKenna            | Ronnie Williams     | Shay Murphy         |
| 1960 | Paddy Flanagan         | Dan Ahern           | Mick Murphy         |
| 1961 | Tom Finn               | Ben McKenna         | Sé O'Hanlon         |
| 1962 | Sé O'Hanlon            | Sonny Cullen        | P. Neary            |
| 1963 | Zbigniew Glowaty       | Dan Ahern           | M. Chojnacki        |
| 1964 | Paddy Flanagan         | Ben McKenna         | Sé O'Hanlon         |
| 1965 | Sé O'Hanlon            | S. Lally            | Jimmy Kennedy       |
| 1966 | Sé O'Hanlon            | Jean Bellay         | J. Dorgan           |
| 1967 | Sé O'Hanlon            | Pierre Ropert       | Paddy Flanagan      |
| 1968 | Miloš Hrazdíra         | Pavel Dolezel       | Karel Vavra         |
| 1969 | Brian Connaughton      | J. Lonergan         | Jean Grini          |
| 1970 | Alexandre Gussiatnikov | Viktor Khrapov      | Gainan Saidschushin |
| 1971 | Colm Nulty             | John Mangan         | Gabriel Howard      |
| 1972 | John Mangan            | Mike O'Donaghue     | Brian Connaughton   |
| 1973 | Mike O'Donaghue        | Bernard Dupin       | M. Cahill           |
| 1974 | Peter Doyle            | S. Lally            | Paddy Flanagan      |
| 1975 | Paddy Flanagan         | J. Zebisch          | Seamus Kennedy      |
| 1976 | Fons Steuten           | Colm Nulty          | Mick Nulty          |
| 1977 | Yuri Lavruschkin       | Sergei Chelpakov    | Paddy Flanagan      |
| 1978 | Seamus Kennedy         | Bobby Power         | Helmut Willer       |
| 1979 | Stephen Roche          | Jean-Claude Breure  | Alan McCormack      |
| 1980 | Billy Kerr             | J. Peterson         | Mick Nulty          |
| 1981 | Jamie McGahan          | Aiden McKeown       | Norman Linsey       |
| 1982 | Dermot Gilleran        | Jamie McGahan       | Martin Earley       |
| 1983 | Philip Cassidy         | Garry Thompson      | Jamie McGahan       |
| 1984 | Stephen Delaney        | John Shortt         | Raphael Kimmage     |
| 1985 | Nikolai Kossiakov      | Evgueni Antonovitch | V. Zveriuk          |
| 1986 | Stephen Spratt         | Michael Kinsella    | Andrew Hitchens     |
| 1987 | Paul McCormack         | O. Heuze            | Joe Barr            |
| 1988 | Paul McCormack         | A. Hurford          | John McQuaid        |
| 1989 | Dainis Ozols           | Arvis Piziks        | A. Iarlomis         |
| 1990 | Ian Chivers            | Klaus De Muynck     | Declan Lonergan     |
| 1991 | Kevin Kimmage          | Declan Lonergan     | Getin Butler        |
| 1992 | Stephen Spratt         | Giuseppe Guerini    | Bobby Power         |
| 1993 | Eamonn Byrne           | Neil Hoban          | David Hourigan      |
| 1994 | Declan Lonergan        | S. Farrell          | L. Davis            |
| 1995 | Paul McQuaid           | Dave Williams       | Matt Stephens       |
| 1996 | Tomy Evans             | David McCann        | Ben Luckwell        |
| 1997 | Andrew Roche           | Mark McKay          | Kevin Dawson        |
| 1998 | Ciaran Power           | Tomy Evans          | Stéphane Rifflet    |
| 1999 | Philip Cassidy         | Dermot Finnegan     | Colby Pearce        |
| 2000 | Julian Winn            | Wayne Randle        | Mark Lovatt         |
| 2001 | Paul Manning           | Nicholas White      | Christian Knees     |
| 2002 | Ciaran Power           | Chris Newton        | Hubert Nowak        |
| 2003 | Chris Newton           | Tobias Lergard      | Ari Hojgaard        |
| 2004 | David McCann           | Valter Bonca        | David O'Loughlin    |
| 2005 | Chris Newton           | Malcolm Elliott     | Morten Hegreberg    |
| 2006 | Kristian House         | Danny Pate          | Morten Hegreberg    |
| 2007 | Tony Martin            | Paidi O'Brien       | Peter McDonald      |
| 2008 | Stephen Gallagher      | Roger Aiken         | Rob Partridge       |
| 2009 | Simon Richardson       | Mads Christensen    | Jan Bárta           |
| 2010 | Alexander Wetterhall   | Peter Williams      | Dan Craven          |
| 2011 | Gediminas Bagdonas     | Anatoli Pàkhtussov  | Oleksandr Xeidik    |
| 2012 | Nicolas Baldo          | Thomas Rostollan    | Martin Hunal        |
| 2013 | Marcin Bialobocki      | Connor McConvey     | Rasmus Guldhammer   |
| 2014 | Clemens Fankhauser     | Alex Peters         | Nic Hamilton        |
| 2015 | Lukas Pöstlberger      | Joshua Edmondson    | Ryan Mullen         |
| 2016 | Clemens Fankhauser     | Jai Hindley         | Lucas Hamilton      |
| 2017 | James Gullen           | Ike Groen           | Cameron Meyer       |
| 2018 | Luuc Bugter            | Cyrille Thièry      | Robbe Ghys          |